# Касорла
Касорла (ісп. Cazorla) — муніципалітет в Іспанії, у складі автономної спільноти Андалусія, у провінції Хаен. Населення — 8104 особи (2010).
Муніципалітет розташований на відстані близько 290 км на південь від Мадрида, 70 км на схід від Хаена.
На території муніципалітету розташовані такі населені пункти: (дані про населення за 2010 рік)
- Ель-Альмісеран: 32 особи
- Пуенте-де-ла-Серрада: 24 особи
- Касас-де-Естепа: 20 осіб
- Касорла: 7544 особи
- Ель-Молар: 279 осіб
- Нава-де-Сан-Педро: 6 осіб
- Лос-Пералехос: 23 особи
- Ла-Рібера: 36 осіб
- Вадільйо-Кастріль: 77 осіб
- Вальдекасорла: 46 осіб
- Ель-Вальє: 17 осіб

## Демографія
Динаміка населення (INE ):

## Галерея зображень

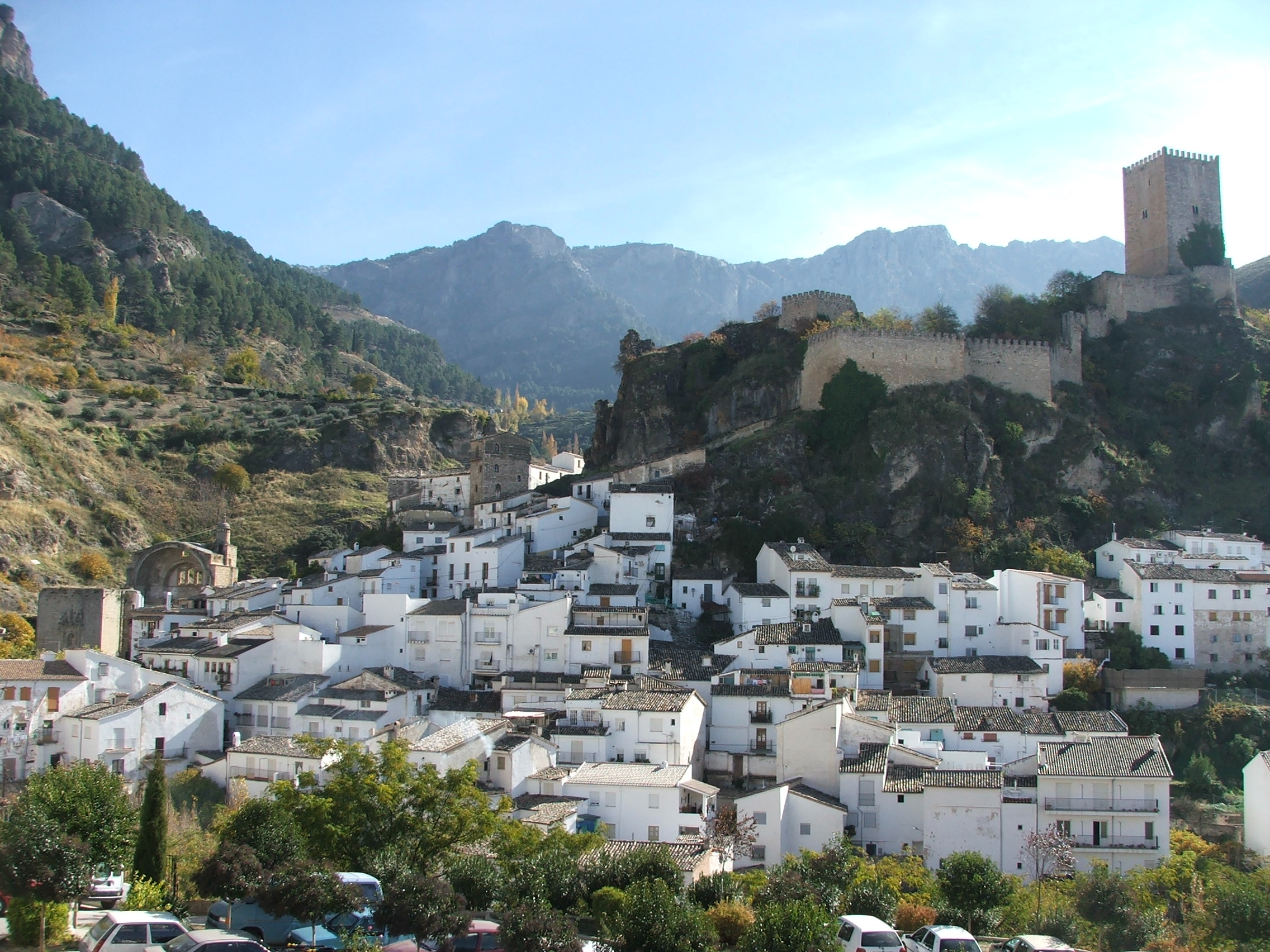
Касорла
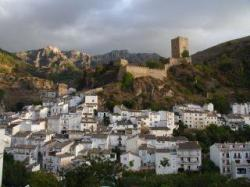
Касорла